# Büchner-Mauer
Die Büchner-Mauer ist ein Bauwerk in Darmstadt in der Grafenstraße 39.

## Geschichte und Beschreibung
Die Büchner-Mauer steht an der westlichen Grundstücksgrenze des Anwesens Grafenstraße 39. Hier stand das Elternhaus Georg Büchners. In dem Wohnhaus arbeitete er an seinem Drama Dantons Tod. An der Gartenmauer des Anwesens soll nach einem späteren Bericht seines Bruders Wilhelm die Leiter gestanden haben, die Georg Büchner Ende Februar 1835 zur Flucht benutzt haben soll.

## Denkmalschutz
Die Büchner-Mauer ist aus historischen und stadtgeschichtlichen Gründen ein Kulturdenkmal.